# Сторонибабы
Сторонибабы (укр. Сторонибаби) — село в Красненской поселковой общине Золочевского района Львовской области Украины.
Население по переписи 2001 года составляло 803 человека. Занимает площадь 1,745 км². Почтовый индекс — 80560. Телефонный код — 3264.

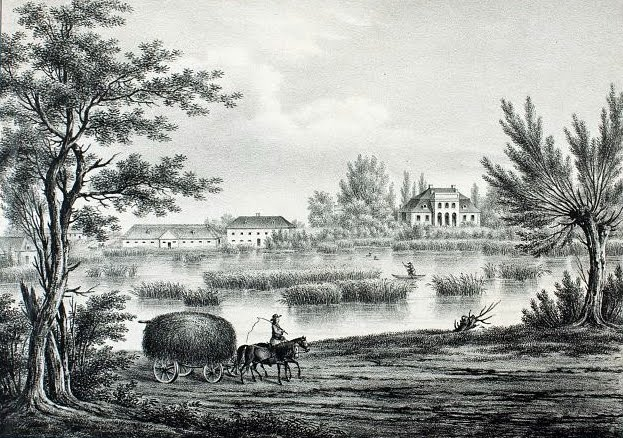
Гравюра XIX в.